# 爬山算法
爬山算法是一种局部择优的方法，采用启發式方法，是对深度优先搜索的一种改进，它利用反馈信息帮助生成解的决策。
爬山算法一般存在以下问题：
1. 局部最大
2. 高地：也称为平顶，搜索一旦到达高地，就无法确定搜索最佳方向，会产生随机走动，使得搜索效率降低。
3. 山脊：搜索可能会在山脊的两面来回震荡，前进步伐很小。

解决方法：随机重启爬山算法